# The Big Cartoon DataBase
The Big Cartoon DataBase (sau BCDB pe scurt) a fost o bază de date online cu informații despre desene animate, filme de animație, programe de televiziune animate și scurtmetraje animate.
Proiectul BCDB a început în 1997 ca o listă a personajelor animate Disney pe computerul local al creatorului Dave Koch. Ca răspuns la interesul tot mai mare în acest domeniu, baza de date a devenit online în 1998 ca o resursă care poate fi folosită pentru a căuta și compila informații despre desene animate, inclusiv detalii despre producție, cum ar fi actori de voce, producători și regizori de desene animate. În 2003, BCDB a devenit o corporație non-profit 501 (c). La 24 iunie 2009, creatorul Dave Koch  a anunțat  pe forumul său BCDB că site-ul a ajuns la un total de 100.000 de titluri.
Big Cartoon Database a lansat, de asemenea, un proiect similar, Big Database Comic Book (BCBDB), o bază de date online de benzi desenate. Până în 2005, aceasta conține informații despre mai mult de 100.000 de benzi desenate și aproximativ 35.000 de coperți scanate.
Din cauza problemelor de sistem care nu au putut fi rezolvate, toate informațiile despre desene animate de pe site sunt inexistente după 2019. Utilizatorii au încetat să mai contribuie la site din cauza problemei. Deoarece creatorul nu mai este activ și moderatorii nu sunt responsabili de acest site, eroarea persistă încă din 2022. În ianuarie 2024, site-ul a devenit inaccesibil. Totuși, unele pagini de pe site încă există.